# Hollósy Lajos
Hollósy Lajos (1919–1982) magyar ejtőernyős sportoló.

## Sporteredmények

### Magassági csúcs 6270
A Magyar Önkéntes Honvédelmi Szövetség hét ejtőernyős sportolója 1955 májusában rekord kísérletet hajtottak végre. Rónai Mihály csapatkapitány, Tóth Jenő, Pruha József, Dézsi Gábor, Magyar Miklós, Gyulai György és Hollósy Lajos a Malév utasszállító gépének segítségével Kapitány István pilóta rekordmagasságba emelkedett. A sportolók mindegyike eddig több mint háromszáz zuhanóugrást hajtott végre. A magasságmérő készülék grafikonja 6270 métert mutat. Az ugrók 250 kilométeres sebességgel zuhantak a föld felé, áttörve a felhőréteget. Közel kétperces szabadesés után 600 méter földközelben lobbantak az ernyők. A hét ugró a Szovjetunió után a világ második legjobb csoportos eredményét érte el. 

### Magyar bajnokság
- 1954-ben a II. Országos Ejtőernyős Bajnokságon a 600 méteres célba ugrás országos bajnok,
- 1955-ben a III. Magyar Ejtőernyős Bajnokságon a Budapest 1. (KRB) csapatának tagjaként Polonyi László, Kastély Sándor és Szeszák Gyula társaságában 1000 méteres célba ugrásban aranyérmes,

## Írásai
- „Selyemszárnyakon” című könyv – 1969-ben, Budapest,  Zrínyi Kiadó

## Külső hivatkozások
- Hollósy Lajos. filmintezet.hu. (Hozzáférés: 2011. december 26.)